# Poiocera fissiluna
Poiocera fissiluna är en insektsart som beskrevs av Walker 1862. Poiocera fissiluna ingår i släktet Poiocera och familjen lyktstritar. Inga underarter finns listade i Catalogue of Life.